# Minst signifikanta siffra
LSD, eng; least significant digit, om binära tal även LSB least significant bit. Den minst signifikanta siffran. I pluralis avses den grupp av siffror som har de minsta värdena.
LSB avser när man talar om digitala representationer av heltalsvärden den bit (siffra) som representerar det minsta värdet. Den representerar värdet ett (1) och skrivs längst till höger i raden. Exempel med ett åttabitarstal: 00000001.